# Teselado cuadrado
En geometría, un teselado cuadrado, mosaico cuadrado o cuadrícula cuadrada es un teselado regular bidimensional. Tiene símbolo de Schläfli {4,4}, lo que significa que tiene 4 cuadrados alrededor de cada vértice.
Conway lo llamó cuadrilla.
El ángulo interior del cuadrado es de 90 grados, por lo que cuatro cuadrados en un punto hacen 360 grados completos. Es uno de tres mosaicos regulares del plano. Los otros dos son el teselado triangular y el teselado hexagonal.

## Coloraciones uniformes
Hay 9 coloreados uniformes distintos de un teselado cuadrado. Nombrando los colores por índices en los 4 cuadrados alrededor de un vértice, se obtienen las combinaciones siguientes: 1111, 1112(i), 1112(ii), 1122, 1123(i), 1123(ii), 1212, 1213, 1234. Los casos marcados con (i) tienen simetría de reflexión simple, y los marcados con (ii) poseen simetría de reflexión deslizada. Se pueden ver tres en el mismo dominio de simetría como colores reducidos: 1112i de 1213, 1123i de 1234 y 1112ii reducido de 1123ii.
|             |             |            |            |             |
| p4m (*442)  | p4m (*442)  | p4m (*442) | p4m (*442) | pmm (*2222) |
| 1234        | 1123i       | 1123ii     | 1112ii     |             |
|             |             |            |            |             |
| pmm (*2222) | pmm (*2222) | cmm (2*22) | cmm (2*22) |             |

## Poliedros y mosaicos relacionados
Este mosaico está relacionado topológicamente como parte de una secuencia de poliedros y mosaicos regulares, que se extiende hasta plano hiperbólico: {4,p}, p=3,4,5...
| · {4,3} · | · {4,4} · | · {4,5} · | · {4,6} · | · {4,7} · | · {4,8}... · | · {4,∞} · |

Este mosaico también está relacionado topológicamente como parte de la secuencia de poliedros regulares y mosaicos con cuatro caras por vértice, comenzando con octaedro, con Símbolo de Schläfli {n,4} y el diagrama de Coxeter , con n progresando hasta el infinito.
| *n42 mutación de simetría de teselados regulares: {n,4} | *n42 mutación de simetría de teselados regulares: {n,4} | *n42 mutación de simetría de teselados regulares: {n,4} | *n42 mutación de simetría de teselados regulares: {n,4} | *n42 mutación de simetría de teselados regulares: {n,4} | *n42 mutación de simetría de teselados regulares: {n,4} | *n42 mutación de simetría de teselados regulares: {n,4} | *n42 mutación de simetría de teselados regulares: {n,4} |
| Esférico                                                | Esférico                                                | Euclídeo                                                | Teselados hiperbólicos                                  | Teselados hiperbólicos                                  | Teselados hiperbólicos                                  | Teselados hiperbólicos                                  | Teselados hiperbólicos                                  |
| ------------------------------------------------------- | ------------------------------------------------------- | ------------------------------------------------------- | ------------------------------------------------------- | ------------------------------------------------------- | ------------------------------------------------------- | ------------------------------------------------------- | ------------------------------------------------------- |
|                                                         |                                                         |                                                         |                                                         |                                                         |                                                         |                                                         |                                                         |
| 24                                                      | 34                                                      | 4                                                       | 54                                                      | 64                                                      | 74                                                      | 84                                                      | ...∞4                                                   |

| Tiling Conf. | V4.3.4.3 | V4.4.4.4 | V4.5.4.5 | V4.6.4.6 | V4.7.4.7 | V4.8.4.8 | V4.∞.4.∞ | V4.∞.4.∞ |

| Figuras expandidas               |          |          |          |          |          |          |          |
| Configuración                    | 3.4.4.4  | 4.4.4.4  | 5.4.4.4  | 6.4.4.4  | 7.4.4.4  | 8.4.4.4  | ∞.4.4.4  |
| Configuración de figuras rómbica | V3.4.4.4 | V4.4.4.4 | V5.4.4.4 | V6.4.4.4 | V7.4.4.4 | V8.4.4.4 | V∞.4.4.4 |

## Construcciones de Wythoff a partir de teselados cuadrados
Al igual que los poliedros uniformes, hay ocho teselados uniformes que se pueden basar en el teselado cuadrado regular.
Dibujando los teselados coloreados como rojo en las caras originales, amarillo en los vértices originales y azul en los bordes originales, las 8 formas son distintas. Sin embargo, al tratar las caras de manera idéntica, solo hay tres formas topológicamente distintas: el teselado cuadrado, el teselado cuadrado truncado y el teselado cuadrado achatado.
|                  |        |          |        |          |          |         |            |            |
|                  |        |          |        |          |          |         |            |            |
| {4,4}            | t{4,4} | r{4,4}   | t{4,4} | {4,4}    | rr{4,4}  | tr{4,4} | sr{4,4}    | s{4,4}     |
| Duales uniformes |        |          |        |          |          |         |            |            |
|                  |        |          |        |          |          |         |            |            |
|                  |        |          |        |          |          |         |            |            |
| V4.4.4.4         | V4.8.8 | V4.4.4.4 | V4.8.8 | V4.4.4.4 | V4.4.4.4 | V4.8.8  | V3.3.4.3.4 | V3.3.4.3.4 |

## Teselaciones topológicamente equivalentes

Una variación isogonal con dos tipos de caras, visto como un teselado cuadrado achatado con pares de triángulos combinados en rombos

Los teselados topológicamente cuadrados se pueden hacer con formas cóncavas y más de una arista compartida entre dos caras. Esta variación tiene 3 bordes compartidos

Se pueden hacer otros teselados con cuadriláteros que son topológicamente equivalentes al mosaico cuadrado (con 4 cuadrángulos alrededor de cada vértice).

Una variación de 2 isoedros con caras rómbicas

Los mosaicos isoédricos tienen caras idénticas (face-transitivity) y vertex-transitivity, hay 18 variaciones, con 6 identificadas como triángulos que no se conectan de borde a borde, o como cuadrilátero con dos bordes colineales. La simetría dada asume que todas las caras son del mismo color.
|                      |                         |                         |                          |                          |                         |                  |
| Cuadrado p4m, (*442) | Cuadrilátero p4g, (4*2) | Rectángulo pmm, (*2222) | Paralelogramo p2, (2222) | Paralelogramo pmg, (22*) | Rombo cmm, (2*22)       | Rombo pmg, (22*) |
|                      |                         |                         |                          |                          |                         |                  |
| Trapecio cmm, (2*22) | Trapecio cmm, (2*22)    | Cuadrilátero pgg, (22×) | Cometa pmg, (22*)        | Cuadrilátero pgg, (22×)  | Cuadrilátero p2, (2222) |                  |

|                      |                      |                      |                     |                     |                     |
| Isósceles pmg, (22*) | Isósceles pgg, (22×) | Isósceles pgg, (22×) | Escaleno pgg, (22×) | Escaleno pgg, (22×) | Escaleno p2, (2222) |

## Empaquetamiento de círculos
El teselado cuadrado se puede usar como un empaquetamiento de círculos, colocando círculos de igual diámetro en el centro de cada cuadrado. De esta forma, cada círculo está en contacto con otros 4 círculos en el empaquetamiento (número de osculación). La densidad de empaquetamiento tiene una cobertura de π/4=78,54%. Hay 4 colores uniformes de los empaquetamientos circulares.

## Apeirógonos complejos regulares relacionados
Hay 3 apeirógonos complejos regulares que comparten los vértices del teselado cuadrado. Los apeirogonos complejos regulares tienen vértices y aristas, donde las aristas pueden contener 2 o más vértices. Los apeirógonos regulares p{q}r están restringidos por: 1/p + 2/q + 1/r = 1. Las aristas tienen p vértices, y las figuras de vértice son r-gonales.
| Autodual | Duales  | Duales  |
| -------- | ------- | ------- |
|          |         |         |
| 4{4}4 o  | 2{8}4 o | 4{8}2 o |